# 細谷站 (靜岡縣)
細谷站（日语：／ Hosoya eki */?）是位於靜岡縣掛川市細谷348番3號，天龍濱名湖鐵道的天龍濱名湖線車站。

## 歷史
- 1956年（昭和31年）5月10日 - 國鐵二俁線車站啟用，為旅客車站。
- 1987年（昭和62年）3月15日 - 二俁線由天龍濱名湖鐵道接管，成為天龍濱名湖鐵道車站。

## 車站構造
車站是一座地面車站，設有1面1線的單式月台。此站是無人車站。此站設有木造候車室。

## 使用狀況
以下為近年1日平均乘車人次
| 乘車人次變化 | 乘車人次變化      |
| 年度         | 一日平均 乘車人次 |
| ------------ | ----------------- |
| 2008         | 58                |
| 2009         | 59                |
| 2010         | 63                |
| 2011         | 49                |
| 2012         | 36                |
| 2013         | 36                |
| 2014         | 38                |
| 2015         | 37                |
| 2016         | 51                |
| 2017         | 47                |
| 2018         | 43                |

## 車站周邊
- 吉岡玫瑰團地
- 靜岡讀賣鄉村俱樂部

## 相鄰車站
天龍濱名湖鐵道
天龍濱名湖線
憩之廣場－細谷－原谷

## 注腳
1. ↑  掛川市統計書

## 外部連結
- 細谷站 （页面存档备份，存于）（日語） - 天龍濱名湖鐵道株式會社